# 克雷格·布林
克雷格·布林（Craig Breen，1990年2月2日—2023年4月13日）出生於愛爾蘭芒斯特省瓦特福郡的瓦特福，是一名拉力賽車手，2023年4月13日因為克罗地亚分站賽前測試發生意外身亡，得年33歲，世界拉力賽賽會（WRC）宣布：2023年的剩餘賽季，將會保留克雷格·布林的42號，以緬懷這位賽車手。

## 賽車生涯
- 1999年：開始投入卡丁車，2008年參與歐洲盃的卡丁車賽事。
- 父親是愛爾蘭拉力賽全國冠軍雷·布林（Ray Breen），因此於2007年開始接觸拉力賽[2]。
- 2009年：成為全職拉力賽車手，參加福特在愛爾蘭、英國，以及國際的 Fiesta Sporting Trophies 比賽，克雷格·布林贏得三項比賽的冠軍。
- 2010年：開始駕駛Ford Fiesta S2000（英语：Ford Fiesta S2000）拉力廠車參與賽事。
- 2011年：參加世界青年拉力錦標賽（JWRC），於德國分站取得第一個分站冠軍。
- 2012年：參加S-WRC（英语：Super 2000 World Rally Championship），在蒙地卡羅分站取得分站冠軍、瑞典分站後取得冠軍。同年六月比賽期間，他的副駕駛加雷思·羅伯茲（Gareth Roberts）意外身亡。
- 2013年：和標緻汽車簽約參加ERC系列賽事，與新的副駕駛保羅·納格（Paul Nagle）搭檔參賽，取得五次的分站冠軍，最後成為全年度季軍。
- 2014年：贏得ERC的第一個分站冠軍。（希臘雅典衛城分站）
- 2015年：贏得家鄉愛爾蘭的 Circuit of Ireland Rally 拉力賽冠軍
- 2016年：加入雪鐵龍拉力車隊，芬蘭分站獲得第三名[3]。
- 2018年：瑞典分站獲得第二。
- 2021年：加入 M-Sport World Rally Team 車隊。
- 2022-2023年：加入 Hyundai World Rally Team 車隊[4]。

## 意外身故
克雷格·布林在克羅埃西亞分站，進行賽前測試的時候，因為車輛打滑撞到路邊的柵欄，一根柵欄穿過前檔玻璃刺向他，因此造成他當場死亡。

## 相關連結
- 個人官網：Craig Breen Rally （页面存档备份，存于）
- FACEBOOK：Craig Breen （页面存档备份，存于）
- Instagram：craigbreen__ （页面存档备份，存于）
- Twitter：Craig Breen （页面存档备份，存于）